# Flottille 4F
La flottille 4F est une flottille de l'aviation navale française, située sur la Base d'aéronautique navale (BAN) de Lann-Bihoué, près de Lorient. Créée en 1918, elle est la descendante directe de l'Aviation d'Escadre, première formation d’aviation embarquée. Membre permanent du groupe aérien embarqué GAé Elle avait été dissoute le 30 juin 1997, avant d'être réarmée le 10 mars 2000 avec l'admission au service des E-2C Hawkeye français. La 4F est également la flottille la plus décorée de l'aéronavale, et la seule à arborer 3 fourragères.

## Historique
La flottille 4F prend ses racines en 1918 avec le lieutenant de Vaisseau Paul Marcel Teste. Ce dernier, considéré comme l’un des créateurs de l’aéronautique navale, posera les fondations de la flottille 4F. En s’inspirant des essais réalisés par les britanniques sur les porte-avions Argus et Furious, Teste entend à démontrer que l’avion à roulette peut opérer à partir de plateformes mobiles. C’est ainsi que le 20 Octobre 1920 Teste réussit un appontage parfait en moins de 30 mètres sur le pont du Béarn, un cuirassé abandonné dans le port de Toulon. De 1918 à 1923, le groupe d'Aviation d'Escadre est constitué par les escadrilles AC1 et AR2. Cette dernière peut être considérée comme l'ascendante directe de la 4ème flottille dont l'activité était alors dirigée vers les porte-avions. C'est pendant cette période que l'insigne de l'Aviation d'Escadre, qui décore le fanion de la flottille et le fuselage de nos avions, est créé : l'aigle des mers posé sur la tortue.
Elle est affectée sur le ponton Bapaume puis à bord du Béarn, qui fut progressivement transformé de cargos en porte-aéronefs. L'AR2 devient R10 en 1922, 7R1 en 1925 (constitution de la flottille du Béarn), 7S1 en 1928 et AB2 en août 1938.
Pendant la Seconde Guerre Mondiale, l'AB2 participe à la campagne de France dans le nord et combat les italiens dans le sud à partir de 1940. Ensuite, elle se replie en Afrique du Nord où elle opère de septembre 1940 à juin 1941. Elle devient l'AB2 le 6 novembre 1940. Le 1er décembre de la même année, à la suite de la réorganisation de l'aéronavale, elle est regroupée avec l'Escadrille 7B, pour devenir la 4ème flottille. À cette époque, elle vole sur Glenn Martin 167. En 1941, la 4F est envoyée en Syrie pour repousser les anglais. Elle se replie sur Karouba, se transforme sur LeO 45 et au cours de l'année 1943 est dissoute.
Refaisant son apparition en juillet 1944, elle sera basée à Agadir où elle reçoit des SBD Dauntless. En cinq mois d'opération, la flottille perd deux équipages et son fanion reçoit alors, la croix de guerre 39-45 avec palmes, son personnel porte depuis sa fourragère verte avec olive.
Après une courte période de calme, la 4F prend la direction de Suez, le 16 septembre 1947, pour participer à sa première campagne d'Indochine. C'est le 30 octobre 1948 qu'elle repart pour l'Indochine sur l’« Arromanches » jusqu'au 5 juin 1949 où elle y effectue sa dernière opération avant de revenir en France. Ces dernières missions lui valent trois citations et la croix de guerre des T.O.E, son personnel porte donc une deuxième fourragère bleu ciel.
Les SB2C remplaceront les SBD Dauntless pendant un an jusqu'en avril 1951, puis après un séjour de prise en mains aux Etats-Unis, la flottille est armée de TBM Avenger et continue son entraînement sur le porte-avions La Fayette. En septembre 1952, la 4F est affectée à Karouba jusqu'en 1958 (après avoir reçu les TBM 3W en 1954). Puis c'est le retour en France sur la base de Hyères ; elle effectue des SURMAR, sur les côtes d'Algérie et en 1960 voit arriver les premiers BR 1050 Alizé et participe aux essais aviation du porte-avions « Clémenceau ».
Affectée à Lann-Bihoué en 1964, la flottille poursuit son entraînement sur Alizé, participe aux exercices ALLIGATOR (Dakar, Abidjan), SAPHIR 1 (1974 Océan Indien), SAPHIR 2 (1977). De retour en métropole en décembre 1977, elle rejoint le détachement resté à terre et assure de nouvelles missions de surveillance de la zone économique (SURMAR, SURPECHE,). Elle passe sur Alizé modernisé en septembre 1982. De nouvelles missions sont greffées. En plus du service public (SAR, SECMAR...), on trouve des missions au caractère opérationnel de plus en plus prégnant (AEW, guidage de STRIKE...). Dans cette même période, elle participe à plusieurs missions (D'JAMBOUR, OCEAN SAFARI, DISTANT DRUM) ainsi qu'à cinq missions OLIFANT, la dernière se terminant le 4 mai 1983. Elle participe ensuite aux missions PROMETHEE (1987, 1988) et BALBUZARD (1993, 1994).
Mise en sommeil en 1997 en préambule du retrait de l'Alizé et de la mise en service de l'E-2C Hawkeye, elle transfère ses avions à sa flottille soeur, la 6F. La 4F est réactivée en mars 2000. Désormais équipée de l'avion d’alerte avancée (AEW = Airborne Early Warning) E-2C Hawkeye, déployé sur le porte-avions Charles De Gaulle.

Elle dispose aujourd'hui de 3 avions Grumman E-2C Hawkeye et en décembre 2023, elle a fêté les 25 ans d'opérations sur E-2C français.
Confirmé par la dernière loi de programmation militaire les E-2C Hawkeye seront retirés du service et remplacés par 3 E-2D Advanced Hawkeye.

## Bases
- BAN Agadir (juin 1944 - septembre 1944)
- BAN Port-Lyautey (octobre 1944 - novembre 1944)
- Base aérienne 135 Cognac (novembre 1944 - mai 1945)
- BAN Hyères Le Palyvestre (mai 1945 - janvier 1947)
- porte-avions Dixmude (janvier 1947 - avril 1947)
- BAN Hyères Le Palyvestre (avril 1947 - septembre 1947)
- porte-avions Dixmude (septembre 1947 - mai 1948)
- BAN Hyères Le Palyvestre (mai 1948 - septembre 1952)
- BAN Karouba (septembre 1952 - juillet 1958)
- BAN Hyères Le Palyvestre (juillet 1958 - octobre 1962)
- porte-avions Clemenceau (octobre 1962 - juin 1963)
- BAN Hyères Le Palyvestre (juillet 1963 - juin 1964)
- BAN Lann-Bihoué (juillet 1964 - juin 1997)
- BAN Lann-Bihoué (depuis mars 2000)

## Appareils
- Salmson 2A2 (1918 - 1922)
- Breguet XIV(1921 - 1926)
- Levasseur PL101(1930 - 1940)
- Loire-Nieuport LN401(1939 - 1943)
- Martin 167 Maryland (1939 - 1943)
- Lioré et Olivier LéO451 (1941 - 1943)
- Douglas SBD Dauntless (juin 1944 - septembre 1949)
- Curtiss SBC Helldiver (avril 1949 - avril 1951)
- Grumman TBF Avenger (septembre 1951 - février 1960)
- Breguet Br.1050 Alizé (février 1960 - juin 1997)
- Grumman E-2C Hawkeye (depuis mars 2000)

## Fanion
Le fanion de la 4F, qui fut d’abord le fanion de l’aviation d’escadre lors de dès sa création en 1920 représente un aigle de mer se posant sur une tortue. La tortue symbolise la composante navale de l’aviation d’escadre, c’est-à-dire le porte-avions, et l’aigle de mer la composante aéronautique. Cet insigne fût imaginé par le Lieutenant de vaisseau Teste, créateur de l’aviation d’escadre. Le Lieutenant de vaisseau Peyronnet s’occupa de la réalisation du premier insigne.

### Face
Fond bleu portant au centre une tortue rouge sur la carapace de laquelle est posée une mouette blanche, les ailes éployées. Les deux animaux sont tournés vers la hampe. Leurs traits de définition sont d’or et noirs.

### Revers
Fond bleu portant en haut au milieu l’emblème de l’Aéronautique navale d’or (ancre ailée chargée d’une étoile) avec en-dessous sur quatre lignes horizontales, en lettres capitales d’or, les inscriptions : 
- AB2 CAMPAGNE DE FRANCE - 1940
- 4FB ROYAN - 1945
- 4F INDOCHINE - 1947-48
- 4F INDOCHINE - 1948

## Décoration
Croix de Guerre 1939-1945  avec palmes de bronze et une étoile de vermeil.
- Citation à l’ordre de l’Armée du 21 mai 1940 obtenue par l’AB2 (ordre n° 1173 FMF/3)
- Citation à l’ordre de l’Armée du 24 mai 1940 obtenue par l’AB2 (ordre n° 1197 FMF/3)
- Citation à l’ordre du Corps de l’Armée du 9 septembre 1940 obtenue par l’AB2 (ordre n° 3135 EM1/P/IIIe Région)
- Citation à l’ordre de l’Armée du 20 juillet 1945 obtenue par la Flottille 4F (décision 958 du Général De Gaulle)
- Citation à l’ordre de l’Armée de Mer du 2 mai 1941 obtenue par la 7B (ordre n° 1478/FM)
- Citation à l’ordre de l’Armée de Mer du 17 décembre 1941 obtenue par la 7B (ordre n° 4172/FMF/3)

Croix de Guerre des T.O.E. avec palme de bronze.
- Citation à l’ordre de l’Armée du 26 mai 1948
- Citation à l’ordre de l’Armée du 29 juillet 1948

Croix de la Valeur Militaire
- Attribution avec palme de bronze à l’ordre de la marine nationale (25 avril 2012) dans le cadre des opérations en Afghanistan et en Libye entre novembre 2010 et aout 2011.
- Attribution avec palme de bronze à l’ordre de la marine nationale (30 avril 2013) dans le cadre des opérations menées en Afghanistan de 2001 à 2010.
- Attribution avec étoile d’argent à l’ordre de la flottille (13 septembre 2021) dans le cadre de l'opération Chammal au moyen orient.

La flottille 4F est la seule flottille de l’aéronautique navale à pouvoir arborer trois fourragères.

## Commandant

### Commandants de l’aviation d’escadre
- Lieutenant de vaisseau Paul Teste – 1918 – 1923
- Capitaine de corvette J.P. Fournie – 12 mai 1923
- Lieutenant de vaisseau Lenoir – 1er octobre 1924

### Commandants de la flottille du Béarn
- Capitaine de corvette Pierre Husson – 28 novembre 1926
- Lieutenant de vaisseau Octave Montrelay – 1er septembre 1928
- Lieutenant de vaisseau Bernard Noël – 1er octobre 1930
- Capitaine de corvette Henri Pesqueur – 18 août 1932
- Capitaine de corvette Marie Pescher – 31 décembre 1934
- Capitaine de corvette Jacques Lepebie – 14 novembre 1936
- Capitaine de corvette Louis Guinard – 18 septembre 1937
- Capitaine de corvette Louis Corfmat – 27 août 1938

### Commandants des escadrilles dont est issue la 4F
- Lieutenant de vaisseau Levesque – 1er octobre 1920 (AC.1 + AR.2)
- Lieutenant de vaisseau Robert – 1er octobre 1922 (R.10)
- Lieutenant de vaisseau Pecqueur – 1er octobre 1924 (R.10)
- Lieutenant de vaisseau Montrelay – 1er juin 1925 (7 R1)
- Enseigne de vaisseau 1ère classe Cazeneuve – 30 septembre 1927 (7 R1)
- Lieutenant de vaisseau Mottez – 1928 (7 S1)
- Lieutenant de vaisseau Peries – 1930 (7 S1)
- Lieutenant de vaisseau Corfmat – 1932 (7 S1)
- Lieutenant de vaisseau Perret – 1935 (7 S1)
- Lieutenant de vaisseau Huber – 1936 (7 S1)
- Lieutenant de vaisseau Lorenzi – 25 août 1938 (AB 2)
- Lieutenant de vaisseau Ziegler – 1er septembre 1940 (AB 2)

### Commandants de la flottille 4F
- Capitaine de corvette Huber – 1er décembre 1940
- Lieutenant de vaisseau Ortolan – 2 juillet 1941
- Capitaine de corvette Menvielle – 1er décembre 1941
- Lieutenant de vaisseau Raymond Béhic – 15 juin 1944
- Lieutenant de vaisseau Yves Condroyer – 6 juillet 1945
- Lieutenant de vaisseau Gilles Mellet – 1er octobre 1946
- Lieutenant de vaisseau Michel Rollin – 10 juillet 1948
- Lieutenant de vaisseau Bernard Waquet – 12 juin 1949 (interim)
- Lieutenant de vaisseau Jacques Arnault de la Ménardière – 23 août 1949
- Lieutenant de vaisseau Yvan Scordino – 25 août 1951
- Lieutenant de vaisseau Paul Duval – 26 août 1953
- Lieutenant de vaisseau Jean Corret – 27 août 1955
- Lieutenant de vaisseau Jacques Bellone – 28 août 1957
- Lieutenant de vaisseau Gilles Valette – 31 août 1959
- Lieutenant de vaisseau Jean Dupont de Dinechin – 5 janvier 1961
- Lieutenant de vaisseau René Marquèze-Pouey – 6 août 1962
- Lieutenant de vaisseau Sauveur Vivanco – 2 mars 1964
- Lieutenant de vaisseau Jacques Ponselle – 8 septembre 1965
- Lieutenant de vaisseau Serge Jupont – 14 avril 1967
- Lieutenant de vaisseau Michel Rochard – 4 septembre 1968
- Lieutenant de vaisseau Alain Mienville – 4 mars 1970
- Lieutenant de vaisseau Jean-Pierre Sabas – 7 septembre 1971
- Lieutenant de vaisseau Serge Russeil – 14 mars 1973
- Capitaine de corvette Roger Danière – 3 octobre 1974
- Capitaine de corvette Michel Degé – 9 juin 1976
- Lieutenant de vaisseau Etienne Bied-Charreton – 5 mai 1977
- Lieutenant de vaisseau Pierre Venot – 7 septembre 1978
- Lieutenant de vaisseau Bernard Delsupexhe – 31 juillet 1980
- Lieutenant de vaisseau Olivier Valat – 6 juillet 1983
- Lieutenant de vaisseau Alain Rondenay – 24 mai 1985
- Capitaine de corvette Olivier Casenave-Père – 3 juin 1988
- Capitaine de corvette Jean Gadioux – 12 juillet 1990
- Lieutenant de vaisseau Eric Barnouin – 22 juillet 1993
- Capitaine de corvette Jean-Michel Haas – 2 juin 1995

Mise en sommeil de la flottille.
- Capitaine de corvette Jean Jourdain de Muizon – 10 mars 2000
- Capitaine de corvette Patrick Zimmermann – 6 juillet 2001
- Capitaine de corvette Xavier Bonjean – 21 juin 2004
- Capitaine de corvette Jean Emmanuel Roux de Luze – 19 juin 2006
- Capitaine de corvette Eric Doussain – 1er août 2008
- Capitaine de corvette Stanislas Wierzbicki – 2010
- Capitaine de corvette Yann Laisney – juin 2013
- Capitaine de frégate Thomas Puga – juillet 2015
- Capitaine de frégate Stéphane Aldaya – 3 juillet 2017
- Capitaine de frégate Nicolas Vazzoler – 17 juillet 2019
- Capitaine de corvette Alexandre Arkwright – 2 juillet 2021
- Capitaine de corvette Hassann El Eter – 5 juillet 2023
- Capitaine de frégate Christophe Heudebourg -  6 juillet 2025